# Tour de Burgos 2024
Le Tour de Burgos 2024 est la 46e édition de cette course cycliste sur route masculine, disputée dans la province de Burgos en Castille-et-León (Espagne). Il a lieu du 5 au 9 août 2024 et fait partie de l'UCI ProSeries 2024 en catégorie 2.Pro.

## Équipes
| WorldTeams (14)- EF Education-EasyPost - Groupama-FDJ - Intermarché-Wanty - Movistar Team - Bahrain Victorious - Team dsm-firmenich PostNL - Decathlon-AG2R La Mondiale - Astana Qazaqstan Team - UAE Team Emirates - Lidl-Trek - Red Bull-Bora-Hansgrohe - Team Visma \| Lease a Bike - Ineos Grenadiers - Team Jayco AlUla ProTeams (7)- Burgos-BH - Caja Rural-Seguros RGA - Equipo Kern Pharma - Euskaltel-Euskadi - Tudor Pro Cycling Team - Q36.5 Pro Cycling Team - Polti Kometa |
| |

## Étapes
| Étape     | Date   | Villes étapes                     | type                        | Distance (km) | Vainqueur d'étape | Leader du classement général |
| --------- | ------ | --------------------------------- | --------------------------- | ------------- | ----------------- | ---------------------------- |
| 1re étape | 5 août | Vilviestre del Pinar – Burgos     | étape vallonnée             | 168           | Pavel Bittner     | Pavel Bittner                |
| 2e étape  | 6 août | Villasana de Mena – Ojo Guareña   | étape vallonnée             | 161           | Caleb Ewan        | Caleb Ewan                   |
| 3e étape  | 7 août | Gumiel de Izán – Lagunas de Neila | étape de montagne           | 138           | Sepp Kuss         | Sepp Kuss                    |
| 4e étape  | 9 août | Santa María del Campo – Pampliega | contre-la-montre individuel | 18,5          | Jay Vine          | Sepp Kuss                    |
| 5e étape  | 9 août | Frías – Treviño                   | étape vallonnée             | 156           | Pavel Bittner     | Sepp Kuss                    |

## Déroulement de la course

### 1reétape
| \| Classement de l'étape \| Classement de l'étape \| Classement de l'étape \| Classement de l'étape \| Classement de l'étape \| \| Coureur \| Coureur \| Pays \| Équipe \| Temps \| \| --------------------- \| --------------------- \| --------------------- \| -------------------------- \| --------------------- \| \| 1er \| Pavel Bittner \| Tchéquie \| Team dsm-firmenich PostNL \| 4 h 02 min 26 s \| \| 2e \| Giacomo Nizzolo \| Italie \| Q36.5 Pro Cycling Team \| + 0 s \| \| 3e \| Iván García Cortina \| Espagne \| Movistar Team \| + 0 s \| \| 4e \| Edoardo Affini \| Italie \| Team Visma \\| Lease a Bike \| + 0 s \| \| 5e \| Ivo Oliveira \| Portugal \| UAE Team Emirates \| + 0 s \| \| 6e \| Ide Schelling \| Pays-Bas \| Astana Qazaqstan Team \| + 0 s \| \| 7e \| Marius Mayrhofer \| Allemagne \| Tudor Pro Cycling Team \| + 0 s \| \| 8e \| Kim Heiduk \| Allemagne \| Ineos Grenadiers \| + 0 s \| \| 9e \| Caleb Ewan \| Australie \| Team Jayco AlUla \| + 0 s \| \| 10e \| Sander De Pestel \| Belgique \| Decathlon-AG2R La Mondiale \| + 0 s \| |                     |           |                            |                 |
| |                     |           |                            |                 |
| |                     |           |                            |                 |
| Classement de l'étape |                     |           |                            |                 |
| Coureur | Coureur             | Pays      | Équipe                     | Temps           |
| 1er | Pavel Bittner       | Tchéquie  | Team dsm-firmenich PostNL  | 4 h 02 min 26 s |
| 2e | Giacomo Nizzolo     | Italie    | Q36.5 Pro Cycling Team     | + 0 s           |
| 3e | Iván García Cortina | Espagne   | Movistar Team              | + 0 s           |
| 4e | Edoardo Affini      | Italie    | Team Visma \| Lease a Bike | + 0 s           |
| 5e | Ivo Oliveira        | Portugal  | UAE Team Emirates          | + 0 s           |
| 6e | Ide Schelling       | Pays-Bas  | Astana Qazaqstan Team      | + 0 s           |
| 7e | Marius Mayrhofer    | Allemagne | Tudor Pro Cycling Team     | + 0 s           |
| 8e | Kim Heiduk          | Allemagne | Ineos Grenadiers           | + 0 s           |
| 9e | Caleb Ewan          | Australie | Team Jayco AlUla           | + 0 s           |
| 10e | Sander De Pestel    | Belgique  | Decathlon-AG2R La Mondiale | + 0 s           |

| \| Classement général \| Classement général \| Classement général \| Classement général \| Classement général \| \| Coureur \| Coureur \| Pays \| Équipe \| Temps \| \| ------------------ \| ------------------- \| ------------------ \| -------------------------- \| ------------------ \| \| 1er \| Pavel Bittner \| Tchéquie \| Team dsm-firmenich PostNL \| 4 h 02 min 16 s \| \| 2e \| Giacomo Nizzolo \| Italie \| Q36.5 Pro Cycling Team \| + 4 s \| \| 3e \| Iván García Cortina \| Espagne \| Movistar Team \| + 6 s \| \| 4e \| Max Poole \| Royaume-Uni \| Team dsm-firmenich PostNL \| + 7 s \| \| 5e \| Ben Tulett \| Royaume-Uni \| Team Visma \\| Lease a Bike \| + 9 s \| \| 6e \| Edoardo Affini \| Italie \| Team Visma \\| Lease a Bike \| + 10 s \| \| 7e \| Ivo Oliveira \| Portugal \| UAE Team Emirates \| + 10 s \| \| 8e \| Ide Schelling \| Pays-Bas \| Astana Qazaqstan Team \| + 10 s \| \| 9e \| Marius Mayrhofer \| Allemagne \| Tudor Pro Cycling Team \| + 10 s \| \| 10e \| Kim Heiduk \| Allemagne \| Ineos Grenadiers \| + 10 s \| |                     |             |                            |                 |
| |                     |             |                            |                 |
| |                     |             |                            |                 |
| Classement général |                     |             |                            |                 |
| Coureur | Coureur             | Pays        | Équipe                     | Temps           |
| 1er | Pavel Bittner       | Tchéquie    | Team dsm-firmenich PostNL  | 4 h 02 min 16 s |
| 2e | Giacomo Nizzolo     | Italie      | Q36.5 Pro Cycling Team     | + 4 s           |
| 3e | Iván García Cortina | Espagne     | Movistar Team              | + 6 s           |
| 4e | Max Poole           | Royaume-Uni | Team dsm-firmenich PostNL  | + 7 s           |
| 5e | Ben Tulett          | Royaume-Uni | Team Visma \| Lease a Bike | + 9 s           |
| 6e | Edoardo Affini      | Italie      | Team Visma \| Lease a Bike | + 10 s          |
| 7e | Ivo Oliveira        | Portugal    | UAE Team Emirates          | + 10 s          |
| 8e | Ide Schelling       | Pays-Bas    | Astana Qazaqstan Team      | + 10 s          |
| 9e | Marius Mayrhofer    | Allemagne   | Tudor Pro Cycling Team     | + 10 s          |
| 10e | Kim Heiduk          | Allemagne   | Ineos Grenadiers           | + 10 s          |

### 2eétape
| \| Classement de l'étape \| Classement de l'étape \| Classement de l'étape \| Classement de l'étape \| Classement de l'étape \| \| Coureur \| Coureur \| Pays \| Équipe \| Temps \| \| --------------------- \| --------------------- \| --------------------- \| ------------------------- \| --------------------- \| \| 1er \| Caleb Ewan \| Australie \| Team Jayco AlUla \| 3 h 59 min 43 s \| \| 2e \| Roger Adrià \| Espagne \| Red Bull-Bora-Hansgrohe \| + 0 s \| \| 3e \| Iván García Cortina \| Espagne \| Movistar Team \| + 0 s \| \| 4e \| Rémy Rochas \| France \| Groupama-FDJ \| + 0 s \| \| 5e \| Quinn Simmons \| États-Unis \| Lidl-Trek \| + 0 s \| \| 6e \| Antonio Angulo \| Espagne \| Burgos-BH \| + 0 s \| \| 7e \| Jon Aberasturi \| Espagne \| Euskaltel-Euskadi \| + 0 s \| \| 8e \| Patrick Konrad \| Autriche \| Lidl-Trek \| + 0 s \| \| 9e \| Pavel Bittner \| Tchéquie \| Team dsm-firmenich PostNL \| + 0 s \| \| 10e \| Nicolò Parisini \| Italie \| Q36.5 Pro Cycling Team \| + 0 s \| |                     |            |                           |                 |
| |                     |            |                           |                 |
| |                     |            |                           |                 |
| Classement de l'étape |                     |            |                           |                 |
| Coureur | Coureur             | Pays       | Équipe                    | Temps           |
| 1er | Caleb Ewan          | Australie  | Team Jayco AlUla          | 3 h 59 min 43 s |
| 2e | Roger Adrià         | Espagne    | Red Bull-Bora-Hansgrohe   | + 0 s           |
| 3e | Iván García Cortina | Espagne    | Movistar Team             | + 0 s           |
| 4e | Rémy Rochas         | France     | Groupama-FDJ              | + 0 s           |
| 5e | Quinn Simmons       | États-Unis | Lidl-Trek                 | + 0 s           |
| 6e | Antonio Angulo      | Espagne    | Burgos-BH                 | + 0 s           |
| 7e | Jon Aberasturi      | Espagne    | Euskaltel-Euskadi         | + 0 s           |
| 8e | Patrick Konrad      | Autriche   | Lidl-Trek                 | + 0 s           |
| 9e | Pavel Bittner       | Tchéquie   | Team dsm-firmenich PostNL | + 0 s           |
| 10e | Nicolò Parisini     | Italie     | Q36.5 Pro Cycling Team    | + 0 s           |

| \| Classement général \| Classement général \| Classement général \| Classement général \| Classement général \| \| Coureur \| Coureur \| Pays \| Équipe \| Temps \| \| ------------------ \| ------------------- \| ------------------ \| ------------------------- \| ------------------ \| \| 1er \| Caleb Ewan \| Australie \| Team Jayco AlUla \| 8 h 01 min 59 s \| \| 2e \| Pavel Bittner \| Tchéquie \| Team dsm-firmenich PostNL \| + 0 s \| \| 3e \| Iván García Cortina \| Espagne \| Movistar Team \| + 2 s \| \| 4e \| Roger Adrià \| Espagne \| Red Bull-Bora-Hansgrohe \| + 4 s \| \| 5e \| Max Poole \| Royaume-Uni \| Team dsm-firmenich PostNL \| + 7 s \| \| 6e \| Antonio Angulo \| Espagne \| Burgos-BH \| + 10 s \| \| 7e \| Matevž Govekar \| Slovénie \| Bahrain Victorious \| + 10 s \| \| 8e \| Marc Brustenga \| Espagne \| Equipo Kern Pharma \| + 10 s \| \| 9e \| Rémy Rochas \| France \| Groupama-FDJ \| + 10 s \| \| 10e \| Quinn Simmons \| États-Unis \| Lidl-Trek \| + 10 s \| |                     |             |                           |                 |
| |                     |             |                           |                 |
| |                     |             |                           |                 |
| Classement général |                     |             |                           |                 |
| Coureur | Coureur             | Pays        | Équipe                    | Temps           |
| 1er | Caleb Ewan          | Australie   | Team Jayco AlUla          | 8 h 01 min 59 s |
| 2e | Pavel Bittner       | Tchéquie    | Team dsm-firmenich PostNL | + 0 s           |
| 3e | Iván García Cortina | Espagne     | Movistar Team             | + 2 s           |
| 4e | Roger Adrià         | Espagne     | Red Bull-Bora-Hansgrohe   | + 4 s           |
| 5e | Max Poole           | Royaume-Uni | Team dsm-firmenich PostNL | + 7 s           |
| 6e | Antonio Angulo      | Espagne     | Burgos-BH                 | + 10 s          |
| 7e | Matevž Govekar      | Slovénie    | Bahrain Victorious        | + 10 s          |
| 8e | Marc Brustenga      | Espagne     | Equipo Kern Pharma        | + 10 s          |
| 9e | Rémy Rochas         | France      | Groupama-FDJ              | + 10 s          |
| 10e | Quinn Simmons       | États-Unis  | Lidl-Trek                 | + 10 s          |

### 3eétape
| \| Classement de l'étape \| Classement de l'étape \| Classement de l'étape \| Classement de l'étape \| Classement de l'étape \| \| Coureur \| Coureur \| Pays \| Équipe \| Temps \| \| --------------------- \| --------------------- \| --------------------- \| -------------------------- \| --------------------- \| \| 1er \| Sepp Kuss \| États-Unis \| Team Visma \\| Lease a Bike \| 3 h 22 min 05 s \| \| 2e \| Lorenzo Fortunato \| Italie \| Astana Qazaqstan Team \| + 7 s \| \| 3e \| Jefferson Cepeda \| Équateur \| Caja Rural-Seguros RGA \| + 7 s \| \| 4e \| Max Poole \| Royaume-Uni \| Team dsm-firmenich PostNL \| + 20 s \| \| 5e \| Javier Romo \| Espagne \| Movistar Team \| + 23 s \| \| 6e \| Alexander Cepeda \| Équateur \| EF Education-EasyPost \| + 26 s \| \| 7e \| Pablo Castrillo \| Espagne \| Equipo Kern Pharma \| + 28 s \| \| 8e \| Victor Lafay \| France \| Decathlon-AG2R La Mondiale \| + 32 s \| \| 9e \| Michael Storer \| Australie \| Tudor Pro Cycling Team \| + 32 s \| \| 10e \| Sergio Higuita \| Colombie \| Red Bull-Bora-Hansgrohe \| + 34 s \| |                   |             |                            |                 |
| |                   |             |                            |                 |
| |                   |             |                            |                 |
| Classement de l'étape |                   |             |                            |                 |
| Coureur | Coureur           | Pays        | Équipe                     | Temps           |
| 1er | Sepp Kuss         | États-Unis  | Team Visma \| Lease a Bike | 3 h 22 min 05 s |
| 2e | Lorenzo Fortunato | Italie      | Astana Qazaqstan Team      | + 7 s           |
| 3e | Jefferson Cepeda  | Équateur    | Caja Rural-Seguros RGA     | + 7 s           |
| 4e | Max Poole         | Royaume-Uni | Team dsm-firmenich PostNL  | + 20 s          |
| 5e | Javier Romo       | Espagne     | Movistar Team              | + 23 s          |
| 6e | Alexander Cepeda  | Équateur    | EF Education-EasyPost      | + 26 s          |
| 7e | Pablo Castrillo   | Espagne     | Equipo Kern Pharma         | + 28 s          |
| 8e | Victor Lafay      | France      | Decathlon-AG2R La Mondiale | + 32 s          |
| 9e | Michael Storer    | Australie   | Tudor Pro Cycling Team     | + 32 s          |
| 10e | Sergio Higuita    | Colombie    | Red Bull-Bora-Hansgrohe    | + 34 s          |

| \| Classement général \| Classement général \| Classement général \| Classement général \| Classement général \| \| Coureur \| Coureur \| Pays \| Équipe \| Temps \| \| ------------------ \| ------------------ \| ------------------ \| -------------------------- \| ------------------ \| \| 1er \| Sepp Kuss \| États-Unis \| Team Visma \\| Lease a Bike \| 11 h 24 min 04 s \| \| 2e \| Jefferson Cepeda \| Équateur \| Caja Rural-Seguros RGA \| + 13 s \| \| 3e \| Max Poole \| Royaume-Uni \| Team dsm-firmenich PostNL \| + 27 s \| \| 4e \| Lorenzo Fortunato \| Italie \| Astana Qazaqstan Team \| + 30 s \| \| 5e \| Alexander Cepeda \| Équateur \| EF Education-EasyPost \| + 36 s \| \| 6e \| Pablo Castrillo \| Espagne \| Equipo Kern Pharma \| + 38 s \| \| 7e \| Victor Lafay \| France \| Decathlon-AG2R La Mondiale \| + 42 s \| \| 8e \| Michael Storer \| Australie \| Tudor Pro Cycling Team \| + 42 s \| \| 9e \| Cian Uijtdebroeks \| Belgique \| Team Visma \\| Lease a Bike \| + 44 s \| \| 10e \| Davide Piganzoli \| Italie \| Team Polti Kometa \| + 44 s \| |                   |             |                            |                  |
| |                   |             |                            |                  |
| |                   |             |                            |                  |
| Classement général |                   |             |                            |                  |
| Coureur | Coureur           | Pays        | Équipe                     | Temps            |
| 1er | Sepp Kuss         | États-Unis  | Team Visma \| Lease a Bike | 11 h 24 min 04 s |
| 2e | Jefferson Cepeda  | Équateur    | Caja Rural-Seguros RGA     | + 13 s           |
| 3e | Max Poole         | Royaume-Uni | Team dsm-firmenich PostNL  | + 27 s           |
| 4e | Lorenzo Fortunato | Italie      | Astana Qazaqstan Team      | + 30 s           |
| 5e | Alexander Cepeda  | Équateur    | EF Education-EasyPost      | + 36 s           |
| 6e | Pablo Castrillo   | Espagne     | Equipo Kern Pharma         | + 38 s           |
| 7e | Victor Lafay      | France      | Decathlon-AG2R La Mondiale | + 42 s           |
| 8e | Michael Storer    | Australie   | Tudor Pro Cycling Team     | + 42 s           |
| 9e | Cian Uijtdebroeks | Belgique    | Team Visma \| Lease a Bike | + 44 s           |
| 10e | Davide Piganzoli  | Italie      | Team Polti Kometa          | + 44 s           |

### 4eétape
| \| Classement de l'étape \| Classement de l'étape \| Classement de l'étape \| Classement de l'étape \| Classement de l'étape \| \| Coureur \| Coureur \| Pays \| Équipe \| Temps \| \| --------------------- \| --------------------- \| --------------------- \| -------------------------- \| --------------------- \| \| 1er \| Jay Vine \| Australie \| UAE Team Emirates \| 19 min 51 s \| \| 2e \| Edoardo Affini \| Italie \| Team Visma \\| Lease a Bike \| + 11 s \| \| 3e \| Antonio Tiberi \| Italie \| Bahrain Victorious \| + 12 s \| \| 4e \| Finn Fisher-Black \| Nouvelle-Zélande \| UAE Team Emirates \| + 16 s \| \| 5e \| Brandon Rivera \| Colombie \| Ineos Grenadiers \| + 17 s \| \| 6e \| Thymen Arensman \| Pays-Bas \| Ineos Grenadiers \| + 20 s \| \| 7e \| Iván Romeo \| Espagne \| Movistar Team \| + 21 s \| \| 8e \| Max Poole \| Royaume-Uni \| Team dsm-firmenich PostNL \| + 21 s \| \| 9e \| Txomin Juaristi \| Espagne \| Euskaltel-Euskadi \| + 26 s \| \| 10e \| David de la Cruz \| Espagne \| Q36.5 Pro Cycling Team \| + 38 s \| |                   |                  |                            |             |
| |                   |                  |                            |             |
| |                   |                  |                            |             |
| Classement de l'étape |                   |                  |                            |             |
| Coureur | Coureur           | Pays             | Équipe                     | Temps       |
| 1er | Jay Vine          | Australie        | UAE Team Emirates          | 19 min 51 s |
| 2e | Edoardo Affini    | Italie           | Team Visma \| Lease a Bike | + 11 s      |
| 3e | Antonio Tiberi    | Italie           | Bahrain Victorious         | + 12 s      |
| 4e | Finn Fisher-Black | Nouvelle-Zélande | UAE Team Emirates          | + 16 s      |
| 5e | Brandon Rivera    | Colombie         | Ineos Grenadiers           | + 17 s      |
| 6e | Thymen Arensman   | Pays-Bas         | Ineos Grenadiers           | + 20 s      |
| 7e | Iván Romeo        | Espagne          | Movistar Team              | + 21 s      |
| 8e | Max Poole         | Royaume-Uni      | Team dsm-firmenich PostNL  | + 21 s      |
| 9e | Txomin Juaristi   | Espagne          | Euskaltel-Euskadi          | + 26 s      |
| 10e | David de la Cruz  | Espagne          | Q36.5 Pro Cycling Team     | + 38 s      |

| \| Classement général \| Classement général \| Classement général \| Classement général \| Classement général \| \| Coureur \| Coureur \| Pays \| Équipe \| Temps \| \| ------------------ \| ------------------ \| ------------------ \| -------------------------- \| ------------------ \| \| 1er \| Sepp Kuss \| États-Unis \| Team Visma \\| Lease a Bike \| 11 h 44 min 38 s \| \| 2e \| Max Poole \| Royaume-Uni \| Team dsm-firmenich PostNL \| + 5 s \| \| 3e \| Finn Fisher-Black \| Nouvelle-Zélande \| UAE Team Emirates \| + 34 s \| \| 4e \| Urko Berrade \| Espagne \| Equipo Kern Pharma \| + 41 s \| \| 5e \| Michael Storer \| Australie \| Tudor Pro Cycling Team \| + 42 s \| \| 6e \| Jefferson Cepeda \| Équateur \| Caja Rural-Seguros RGA \| + 53 s \| \| 7e \| Pablo Castrillo \| Espagne \| Equipo Kern Pharma \| + 57 s \| \| 8e \| Brandon Rivera \| Colombie \| Ineos Grenadiers \| + 59 s \| \| 9e \| Patrick Konrad \| Autriche \| Lidl-Trek \| + 1 min 00 s \| \| 10e \| Sergio Higuita \| Colombie \| Red Bull-Bora-Hansgrohe \| + 1 min 01 s \| |                   |                  |                            |                  |
| |                   |                  |                            |                  |
| |                   |                  |                            |                  |
| Classement général |                   |                  |                            |                  |
| Coureur | Coureur           | Pays             | Équipe                     | Temps            |
| 1er | Sepp Kuss         | États-Unis       | Team Visma \| Lease a Bike | 11 h 44 min 38 s |
| 2e | Max Poole         | Royaume-Uni      | Team dsm-firmenich PostNL  | + 5 s            |
| 3e | Finn Fisher-Black | Nouvelle-Zélande | UAE Team Emirates          | + 34 s           |
| 4e | Urko Berrade      | Espagne          | Equipo Kern Pharma         | + 41 s           |
| 5e | Michael Storer    | Australie        | Tudor Pro Cycling Team     | + 42 s           |
| 6e | Jefferson Cepeda  | Équateur         | Caja Rural-Seguros RGA     | + 53 s           |
| 7e | Pablo Castrillo   | Espagne          | Equipo Kern Pharma         | + 57 s           |
| 8e | Brandon Rivera    | Colombie         | Ineos Grenadiers           | + 59 s           |
| 9e | Patrick Konrad    | Autriche         | Lidl-Trek                  | + 1 min 00 s     |
| 10e | Sergio Higuita    | Colombie         | Red Bull-Bora-Hansgrohe    | + 1 min 01 s     |

### 5eétape
| \| Classement de l'étape \| Classement de l'étape \| Classement de l'étape \| Classement de l'étape \| Classement de l'étape \| \| Coureur \| Coureur \| Pays \| Équipe \| Temps \| \| --------------------- \| --------------------- \| --------------------- \| ------------------------- \| --------------------- \| \| 1er \| Pavel Bittner \| Tchéquie \| Team dsm-firmenich PostNL \| 3 h 44 min 28 s \| \| 2e \| Nicolò Parisini \| Italie \| Q36.5 Pro Cycling Team \| + 0 s \| \| 3e \| Iván García Cortina \| Espagne \| Movistar Team \| + 0 s \| \| 4e \| Jon Aberasturi \| Espagne \| Euskaltel-Euskadi \| + 0 s \| \| 5e \| Matevž Govekar \| Slovénie \| Bahrain Victorious \| + 0 s \| \| 6e \| Marc Brustenga \| Espagne \| Equipo Kern Pharma \| + 0 s \| \| 7e \| Roger Adrià \| Espagne \| Red Bull-Bora-Hansgrohe \| + 0 s \| \| 8e \| Ivo Oliveira \| Portugal \| UAE Team Emirates \| + 0 s \| \| 9e \| Matthew Walls \| Royaume-Uni \| Groupama-FDJ \| + 0 s \| \| 10e \| Antonio Angulo \| Espagne \| Burgos-BH \| + 0 s \| |                     |             |                           |                 |
| |                     |             |                           |                 |
| |                     |             |                           |                 |
| Classement de l'étape |                     |             |                           |                 |
| Coureur | Coureur             | Pays        | Équipe                    | Temps           |
| 1er | Pavel Bittner       | Tchéquie    | Team dsm-firmenich PostNL | 3 h 44 min 28 s |
| 2e | Nicolò Parisini     | Italie      | Q36.5 Pro Cycling Team    | + 0 s           |
| 3e | Iván García Cortina | Espagne     | Movistar Team             | + 0 s           |
| 4e | Jon Aberasturi      | Espagne     | Euskaltel-Euskadi         | + 0 s           |
| 5e | Matevž Govekar      | Slovénie    | Bahrain Victorious        | + 0 s           |
| 6e | Marc Brustenga      | Espagne     | Equipo Kern Pharma        | + 0 s           |
| 7e | Roger Adrià         | Espagne     | Red Bull-Bora-Hansgrohe   | + 0 s           |
| 8e | Ivo Oliveira        | Portugal    | UAE Team Emirates         | + 0 s           |
| 9e | Matthew Walls       | Royaume-Uni | Groupama-FDJ              | + 0 s           |
| 10e | Antonio Angulo      | Espagne     | Burgos-BH                 | + 0 s           |

## Classements finals

### Classement général
| \| Classement général \| Classement général \| Classement général \| Classement général \| Classement général \| \| Coureur \| Coureur \| Pays \| Équipe \| Temps \| \| ------------------ \| ------------------ \| ------------------ \| -------------------------- \| ------------------ \| \| 1er \| Sepp Kuss \| États-Unis \| Team Visma \\| Lease a Bike \| 15 h 09 min 06 s \| \| 2e \| Max Poole \| Royaume-Uni \| Team dsm-firmenich PostNL \| + 5 s \| \| 3e \| Finn Fisher-Black \| Nouvelle-Zélande \| UAE Team Emirates \| + 34 s \| \| 4e \| Urko Berrade \| Espagne \| Equipo Kern Pharma \| + 41 s \| \| 5e \| Michael Storer \| Australie \| Tudor Pro Cycling Team \| + 42 s \| \| 6e \| Jefferson Cepeda \| Équateur \| Caja Rural-Seguros RGA \| + 53 s \| \| 7e \| Pablo Castrillo \| Espagne \| Equipo Kern Pharma \| + 57 s \| \| 8e \| Brandon Rivera \| Colombie \| Ineos Grenadiers \| + 59 s \| \| 9e \| Patrick Konrad \| Autriche \| Lidl-Trek \| + 1 min 00 s \| \| 10e \| Sergio Higuita \| Colombie \| Red Bull-Bora-Hansgrohe \| + 1 min 01 s \| |                   |                  |                            |                  |
| |                   |                  |                            |                  |
| Source : ProCyclingStats |                   |                  |                            |                  |
| Classement général |                   |                  |                            |                  |
| Coureur | Coureur           | Pays             | Équipe                     | Temps            |
| 1er | Sepp Kuss         | États-Unis       | Team Visma \| Lease a Bike | 15 h 09 min 06 s |
| 2e | Max Poole         | Royaume-Uni      | Team dsm-firmenich PostNL  | + 5 s            |
| 3e | Finn Fisher-Black | Nouvelle-Zélande | UAE Team Emirates          | + 34 s           |
| 4e | Urko Berrade      | Espagne          | Equipo Kern Pharma         | + 41 s           |
| 5e | Michael Storer    | Australie        | Tudor Pro Cycling Team     | + 42 s           |
| 6e | Jefferson Cepeda  | Équateur         | Caja Rural-Seguros RGA     | + 53 s           |
| 7e | Pablo Castrillo   | Espagne          | Equipo Kern Pharma         | + 57 s           |
| 8e | Brandon Rivera    | Colombie         | Ineos Grenadiers           | + 59 s           |
| 9e | Patrick Konrad    | Autriche         | Lidl-Trek                  | + 1 min 00 s     |
| 10e | Sergio Higuita    | Colombie         | Red Bull-Bora-Hansgrohe    | + 1 min 01 s     |

### Classements annexes
| Classement par points | Classement par points | Classement par points | Classement par points      | Classement par points |
| Coureur               | Coureur               | Pays                  | Équipe                     | Points                |
| --------------------- | --------------------- | --------------------- | -------------------------- | --------------------- |
| 1er                   | Pavel Bittner         | Tchéquie              | Team dsm-firmenich PostNL  | 57 pts                |
| 2e                    | Iván García Cortina   | Espagne               | Movistar Team              | 48 pts                |
| 3e                    | Edoardo Affini        | Italie                | Team Visma \| Lease a Bike | 35 pts                |
| 4e                    | Caleb Ewan            | Australie             | Team Jayco AlUla           | 32 pts                |
| 5e                    | Roger Adrià           | Espagne               | Red Bull-Bora-Hansgrohe    | 29 pts                |
| 6e                    | Sepp Kuss             | États-Unis            | Team Visma \| Lease a Bike | 27 pts                |
| 7e                    | Nicolò Parisini       | Italie                | Q36.5 Pro Cycling Team     | 26 pts                |
| 8e                    | Jay Vine              | Australie             | UAE Team Emirates          | 25 pts                |
| 9e                    | Jon Aberasturi        | Espagne               | Euskaltel-Euskadi          | 23 pts                |
| 10e                   | Max Poole             | Royaume-Uni           | Team dsm-firmenich PostNL  | 22 pts                |

| Classement par points | Classement par points | Classement par points | Classement par points      | Classement par points |
| Coureur               | Coureur               | Pays                  | Équipe                     | Points                |
| --------------------- | --------------------- | --------------------- | -------------------------- | --------------------- |
| 1er                   | Pavel Bittner         | Tchéquie              | Team dsm-firmenich PostNL  | 57 pts                |
| 2e                    | Iván García Cortina   | Espagne               | Movistar Team              | 48 pts                |
| 3e                    | Edoardo Affini        | Italie                | Team Visma \| Lease a Bike | 35 pts                |
| 4e                    | Caleb Ewan            | Australie             | Team Jayco AlUla           | 32 pts                |
| 5e                    | Roger Adrià           | Espagne               | Red Bull-Bora-Hansgrohe    | 29 pts                |
| 6e                    | Sepp Kuss             | États-Unis            | Team Visma \| Lease a Bike | 27 pts                |
| 7e                    | Nicolò Parisini       | Italie                | Q36.5 Pro Cycling Team     | 26 pts                |
| 8e                    | Jay Vine              | Australie             | UAE Team Emirates          | 25 pts                |
| 9e                    | Jon Aberasturi        | Espagne               | Euskaltel-Euskadi          | 23 pts                |
| 10e                   | Max Poole             | Royaume-Uni           | Team dsm-firmenich PostNL  | 22 pts                |

| Classement de la montagne | Classement de la montagne | Classement de la montagne | Classement de la montagne  | Classement de la montagne |
| Coureur                   | Coureur                   | Pays                      | Équipe                     | Points                    |
| ------------------------- | ------------------------- | ------------------------- | -------------------------- | ------------------------- |
| 1er                       | Diego Pablo Sevilla       | Espagne                   | Team Polti Kometa          | 50 pts                    |
| 2e                        | Sepp Kuss                 | États-Unis                | Team Visma \| Lease a Bike | 32 pts                    |
| 3e                        | Max Poole                 | Royaume-Uni               | Team dsm-firmenich PostNL  | 28 pts                    |
| 4e                        | Jefferson Cepeda          | Équateur                  | Caja Rural-Seguros RGA     | 28 pts                    |
| 5e                        | Gorka Sorarrain           | Espagne                   | Caja Rural-Seguros RGA     | 27 pts                    |
| 6e                        | Lorenzo Fortunato         | Italie                    | Astana Qazaqstan Team      | 25 pts                    |
| 7e                        | Rodrigo Álvarez           | Espagne                   | Burgos-BH                  | 17 pts                    |
| 8e                        | Chris Hamilton            | Australie                 | Team dsm-firmenich PostNL  | 16 pts                    |
| 9e                        | Alexander Cepeda          | Équateur                  | EF Education-EasyPost      | 14 pts                    |
| 10e                       | Mario Aparicio            | Espagne                   | Burgos-BH                  | 13 pts                    |

| Classement de la montagne | Classement de la montagne | Classement de la montagne | Classement de la montagne  | Classement de la montagne |
| Coureur                   | Coureur                   | Pays                      | Équipe                     | Points                    |
| ------------------------- | ------------------------- | ------------------------- | -------------------------- | ------------------------- |
| 1er                       | Diego Pablo Sevilla       | Espagne                   | Team Polti Kometa          | 50 pts                    |
| 2e                        | Sepp Kuss                 | États-Unis                | Team Visma \| Lease a Bike | 32 pts                    |
| 3e                        | Max Poole                 | Royaume-Uni               | Team dsm-firmenich PostNL  | 28 pts                    |
| 4e                        | Jefferson Cepeda          | Équateur                  | Caja Rural-Seguros RGA     | 28 pts                    |
| 5e                        | Gorka Sorarrain           | Espagne                   | Caja Rural-Seguros RGA     | 27 pts                    |
| 6e                        | Lorenzo Fortunato         | Italie                    | Astana Qazaqstan Team      | 25 pts                    |
| 7e                        | Rodrigo Álvarez           | Espagne                   | Burgos-BH                  | 17 pts                    |
| 8e                        | Chris Hamilton            | Australie                 | Team dsm-firmenich PostNL  | 16 pts                    |
| 9e                        | Alexander Cepeda          | Équateur                  | EF Education-EasyPost      | 14 pts                    |
| 10e                       | Mario Aparicio            | Espagne                   | Burgos-BH                  | 13 pts                    |

| Classement du meilleur jeune | Classement du meilleur jeune | Classement du meilleur jeune | Classement du meilleur jeune | Classement du meilleur jeune |
| Coureur                      | Coureur                      | Pays                         | Équipe                       | Temps                        |
| ---------------------------- | ---------------------------- | ---------------------------- | ---------------------------- | ---------------------------- |
| 1er                          | Max Poole                    | Royaume-Uni                  | Team dsm-firmenich PostNL    | 15 h 09 min 11 s             |
| 2e                           | Finn Fisher-Black            | Nouvelle-Zélande             | UAE Team Emirates            | + 29 s                       |
| 3e                           | Pablo Castrillo              | Espagne                      | Equipo Kern Pharma           | + 52 s                       |
| 4e                           | Davide Piganzoli             | Italie                       | Team Polti Kometa            | + 1 min 00 s                 |
| 5e                           | Iván Romeo                   | Espagne                      | Movistar Team                | + 1 min 02 s                 |
| 6e                           | Javier Romo                  | Espagne                      | Movistar Team                | + 1 min 11 s                 |
| 7e                           | Darren Rafferty              | Irlande                      | EF Education-EasyPost        | + 1 min 18 s                 |
| 8e                           | Thymen Arensman              | Pays-Bas                     | Ineos Grenadiers             | + 1 min 26 s                 |
| 9e                           | Hagos Welay Berhe            | Éthiopie                     | Team Jayco AlUla             | + 1 min 39 s                 |
| 10e                          | Ibon Ruiz                    | Espagne                      | Equipo Kern Pharma           | + 1 min 42 s                 |

| Classement du meilleur jeune | Classement du meilleur jeune | Classement du meilleur jeune | Classement du meilleur jeune | Classement du meilleur jeune |
| Coureur                      | Coureur                      | Pays                         | Équipe                       | Temps                        |
| ---------------------------- | ---------------------------- | ---------------------------- | ---------------------------- | ---------------------------- |
| 1er                          | Max Poole                    | Royaume-Uni                  | Team dsm-firmenich PostNL    | 15 h 09 min 11 s             |
| 2e                           | Finn Fisher-Black            | Nouvelle-Zélande             | UAE Team Emirates            | + 29 s                       |
| 3e                           | Pablo Castrillo              | Espagne                      | Equipo Kern Pharma           | + 52 s                       |
| 4e                           | Davide Piganzoli             | Italie                       | Team Polti Kometa            | + 1 min 00 s                 |
| 5e                           | Iván Romeo                   | Espagne                      | Movistar Team                | + 1 min 02 s                 |
| 6e                           | Javier Romo                  | Espagne                      | Movistar Team                | + 1 min 11 s                 |
| 7e                           | Darren Rafferty              | Irlande                      | EF Education-EasyPost        | + 1 min 18 s                 |
| 8e                           | Thymen Arensman              | Pays-Bas                     | Ineos Grenadiers             | + 1 min 26 s                 |
| 9e                           | Hagos Welay Berhe            | Éthiopie                     | Team Jayco AlUla             | + 1 min 39 s                 |
| 10e                          | Ibon Ruiz                    | Espagne                      | Equipo Kern Pharma           | + 1 min 42 s                 |

| Classement par équipes | Classement par équipes     | Classement par équipes | Classement par équipes |
| Équipe                 | Équipe                     | Pays                   | Temps                  |
| ---------------------- | -------------------------- | ---------------------- | ---------------------- |
| 1re                    | Team Visma \| Lease a Bike | Pays-Bas               | 45 h 30 min 00 s       |
| 2e                     | UAE Team Emirates          | Émirats arabes unis    | + 1 s                  |
| 3e                     | Equipo Kern Pharma         | Espagne                | + 29 s                 |
| 4e                     | Ineos Grenadiers           | Royaume-Uni            | + 39 s                 |
| 5e                     | Decathlon-AG2R La Mondiale | France                 | + 3 min 49 s           |
| 6e                     | Polti Kometa               | Italie                 | + 3 min 54 s           |
| 7e                     | Red Bull-Bora-Hansgrohe    | Allemagne              | + 4 min 59 s           |
| 8e                     | Euskaltel-Euskadi          | Espagne                | + 5 min 51 s           |
| 9e                     | Movistar Team              | Espagne                | + 6 min 49 s           |
| 10e                    | EF Education-EasyPost      | États-Unis             | + 6 min 56 s           |

| Classement par équipes | Classement par équipes     | Classement par équipes | Classement par équipes |
| Équipe                 | Équipe                     | Pays                   | Temps                  |
| ---------------------- | -------------------------- | ---------------------- | ---------------------- |
| 1re                    | Team Visma \| Lease a Bike | Pays-Bas               | 45 h 30 min 00 s       |
| 2e                     | UAE Team Emirates          | Émirats arabes unis    | + 1 s                  |
| 3e                     | Equipo Kern Pharma         | Espagne                | + 29 s                 |
| 4e                     | Ineos Grenadiers           | Royaume-Uni            | + 39 s                 |
| 5e                     | Decathlon-AG2R La Mondiale | France                 | + 3 min 49 s           |
| 6e                     | Polti Kometa               | Italie                 | + 3 min 54 s           |
| 7e                     | Red Bull-Bora-Hansgrohe    | Allemagne              | + 4 min 59 s           |
| 8e                     | Euskaltel-Euskadi          | Espagne                | + 5 min 51 s           |
| 9e                     | Movistar Team              | Espagne                | + 6 min 49 s           |
| 10e                    | EF Education-EasyPost      | États-Unis             | + 6 min 56 s           |

### Classement UCI
La course attribue des points au Classement mondial UCI 2024 selon le barème suivant.
| Position           | 1er | 2e  | 3e  | 4e  | 5e | 6e | 7e | 8e | 9e | 10e | 11e | 12e | 13e | 14e | 15e | 16e à 30e | 31e à 40e |
| Classement général | 200 | 150 | 125 | 100 | 85 | 70 | 60 | 50 | 40 | 35  | 30  | 25  | 20  | 15  | 10  | 5         | 3         |
| Par étape          | 20  | 10  | 5   |     |    |    |    |    |    |     |     |     |     |     |     |           |           |
| Leader, par étape  | 5   |     |     |     |    |    |    |    |    |     |     |     |     |     |     |           |           |

## Évolution des classements
| Étape              | Vainqueur          | Classement général | Classement par points | Classement de la montagne | Classement du meilleur jeune | Classement par équipes |
| ------------------ | ------------------ | ------------------ | --------------------- | ------------------------- | ---------------------------- | ---------------------- |
| 1                  | Pavel Bittner      | Pavel Bittner      | Pavel Bittner         | Diego Pablo Sevilla       | Pavel Bittner                | Movistar               |
| 2                  | Caleb Ewan         | Caleb Ewan         | Caleb Ewan            | Diego Pablo Sevilla       | Pavel Bittner                | Lidl-Trek              |
| 3                  | Sepp Kuss          | Sepp Kuss          | Pavel Bittner         | Diego Pablo Sevilla       | Max Poole                    | Kern Pharma            |
| 4                  | Jay Vine           | Sepp Kuss          | Edoardo Affini        | Diego Pablo Sevilla       | Max Poole                    | Visma-Lease a Bike     |
| 5                  | Pavel Bittner      | Sepp Kuss          | Pavel Bittner         | Diego Pablo Sevilla       | Max Poole                    | Visma-Lease a Bike     |
| Classements finals | Classements finals | Sepp Kuss          | Pavel Bittner         | Diego Pablo Sevilla       | Max Poole                    | Visma-Lease a Bike     |